# Protaetia ligularis
Protaetia ligularis är en skalbaggsart som beskrevs av Ma 1992. Protaetia ligularis ingår i släktet Protaetia och familjen Cetoniidae. Inga underarter finns listade i Catalogue of Life.